# Lily Boeykens
Liane (Lily) Boeykens, née le 21 mars 1930 à Dendermonde et morte le 22 novembre 2005 à Anvers, est une féministe belge de premier plan de la deuxième vague du féminisme. Elle a également été active à l'échelle internationale. Elle a été pionnière dans le domaine de l'égalité et de l'émancipation des femmes. De 1972 à 1992, elle est la présidente du Conseil national des femmes et cofondatrice du Vrouwen Overleg Komitee (VOK). Elle organise la première Journée nationale de la femme en Belgique le 11 novembre 1972. En 1988, elle devient présidente du Conseil international des femmes, fonction qu'elle exercera durant deux mandats jusqu'en 1994.  

## Biographie
Lily Boeykens est la fille d'August Boeykens (1900-1974) et Maria Vander Cruyssen (1905-1989), tous deux de Dendermonde. Son père était directeur de prison à Oudenaarde, Dendermonde, Malines, Merksplas et Anvers. Elle est l'aînée de trois enfants.
Lily Boyekens souhaite étudier la médecine, comme ses deux frères, mais ses parents n'y sont pas favorables. Elle va finalement pouvoir étudier le droit,. Les études universitaires sont encore exceptionnelles pour les filles dans les années juste après la Seconde Guerre mondiale. Elle obtient un doctorat en droit de l'université de Gand en 1954. Bien plus tard, en 1981, elle obtient encore une maîtrise en droit international et comparé de la Vrije Universiteit Brussel.
Lily Boeykens épouse Constant (Stan) Huygelen, vétérinaire et virologue. En 1955, elle le suit après ses études à l'université de Gand et à l'Institut de médecine tropicale pendant cinq ans au Congo et au Rwanda, où il travaille dans la fonction publique. Ils ont trois enfants. De retour en Belgique, elle travaille brièvement comme journaliste à la BRT sur un certain nombre de reportages avec Lea Martel, entre autres. Elle crée le bureau indépendant de relations publiques IPPRO et travaille pour Herman De Croo, alors ministre de l'Éducation nationale et de la Culture néerlandophone. 

### Début de l'engagement féministe
Par la suite, elle se concentre pleinement sur son engagement féministe, qui se nourrit de son constat de l'inégalité  entre les hommes et les femmes dans tous les aspects de la société. 
Dans des entretiens, elle raconte, plus tard, que des expériences personnelles ont contribué à son engagement féministe : les difficultés qu'elle a eues, comme fille, à poursuivre des études, l'interdiction pour elle de travailler, d'abord au Congo parce qu'elle était l'épouse d'un fonctionnaire et, plus tard, parce qu'elle n'avait pas de mode de garde pour ses enfants, la difficulté de concilier vie de famille et vie professionnelle et, finalement, le reportage qu'elle a effectué sur la grève de douze semaines menée par trois mille ouvrières de l'usine d'armement FN de Herstal en 1966, pour obtenir l'égalité de rémunération.
Son mari soutient son action, moralement et financièrement. L'activité de Lily Boeykens à cette époque est surtout bénévole et non rémunérée. La toute première Journée de la femme en Belgique, le 11 novembre 1972, et beaucoup d'autres activités dans ce domaine, ont pu être organisées grâce au mécénat de son mari.

### Conseil national des femmes
En 1964, elle rejoint le Conseil national des femmes belges, alors presque exclusivement francophone. Elle prend sous son aile la partie néerlandaise de l’association. En 1969, le bilinguisme est introduit lors des assemblées générales du Conseil, et, en 1974, le Conseil national des femmes est remplacé par deux branches autonomes, néerlandophones et francophones, respectivement De Nationale Vrouwenraad van België (NVR) et le Conseil des femmes francophones de Belgique. À partir de 1972, Lily Boeykens devient présidente de l'aile néerlandophone ; elle assume cette fonction jusqu'en 1992.
Le NVR coordonne de nombreuses organisations de femmes flamandes et les représente dans les organes de consultation, dans les médias et au sein du forum international du Conseil international des femmes, auquel l'organisation est affiliée. Le NVR fournit également des conseils politiques sur consultation ou de sa propre initiative. Il devient un organisme officiel subventionné par le gouvernement. Dans son discours d'inauguration en 1982, Lily Boeykens déclare vouloir faire du Conseil national des femmes belges une plate-forme d'associations qui participerait activement au mouvement international des droits des femmes. Les travaux se feraient en commissions, de manière que les membres puissent se spécialiser sur certains aspects de la situation des femmes ; le conseil des femmes participerait activement. 

#### Première journée de la femme en Belgique
La première Journée de la femme en Belgique, le 11 novembre 1972, est, en grande partie, due à son initiative. En mai 1972, elle se rend à Paris avec une délégation de féministes belges pour assister aux « Grandes journées de dénonciations des crimes commis contre la femme », organisées les 13 et 14 mai 1972 par le Mouvement de libération des femmes. À cette occasion, elle demande à Simone de Beauvoir de venir à Bruxelles. Celle-ci n'étant disponible que le 11 novembre, c'est cette date qui est retenue pour la Journée de la femme en Belgique. La première édition est bilingue. La Flandre continue traditionnellement de célébrer la Journée des femmes le 11 novembre, en plus de la Journée internationale du 8 mars, mais la partie francophone du pays, après quelques années, abandonne le 11 novembre au profit du seul 8 mars. Simone de Beauvoir, Germaine Greer et Joke Kool- Smit en sont les principales oratrices, au Passage 44 à Bruxelles. Le succès est énorme, le nombre de participants dépasse les prévisions : de huit à douze mille personnes selon les estimations,,.
Lily Boeykens est également cofondatrice de plusieurs Pags (Pluralist Action Group for Equal Opportunities Man and woman) et elle maintient des contacts étroits avec les groupes Dolle Mina en Flandre. Elle participe également à la création du Vrouwen Overleg Komitee (VOK, de nos jours Furia). Le VOK est une organisation plus militante et radicale que le NVR,,.

### Militantisme au niveau international
Dès le début des années 1970, elle a de nombreux contacts avec des femmes et des mouvements de femmes dans le monde entier.
À force d'obstination, elle parvient à emmener une délégation de huit femmes belges à la Conférence internationale de planification féministe aux États-Unis en 1973. À la suite de cette participation, la Belgique est choisie pour accueillir le Tribunal international des crimes contre les femmes en 1976. Deux mille femmes de quarante pays viennent y débattre de l'interdiction de l'avortement, de l'hétérosexualité forcée, de l'oppression et d'autres injustices à l'égard des femmes. 
Au cours de cette période, elle s'implique également dans la politique d'émancipation promue par les Nations unies, à partir de divers postes ; elle joue un rôle actif dans la mise en place de l'Année internationale des femmes (1975) et de la Décennie des femmes (1976-1985). Ses contacts à l'ONU, entre autres avec la Commission de la condition des femmes, la conduisent à occuper diverses fonctions au sein de l'organisation : 
- De 1982 à 1994, Lily Boeykens est membre du Fonds des Nations unies pour le développement des femmes (UNIFEM)[3]
- Membre fondatrice et vice-présidente de l'Association des Nations unies en Belgique.
- De 1995 à 1999, elle représente la Belgique à la Commission des Nations unies pour le statut de la femme[5].

Elle participe activement aux conférences de l'ONU - Monde pour les femmes à Copenhague (1980), Nairobi (1985) et Pékin (1995), notamment en tant que membre des délégations officielles belges. De 1988 à 1994, elle est présidente du Conseil international des femmes durant deux mandats et, à partir de 1999, présidente du Centre européen du Conseil international des femmes du Conseil européen des femmes (CECIF) durant deux mandats,. Elle maintient également des contacts avec la Commission des droits de la femme du Parlement européen.
L'approche internationale de son engagement se reflète encore dans le fonctionnement actuel du Conseil national des femmes belges.

### Autres engagements
Lily Boeykens s'implique également dans d'autres mouvements, comme la fondation Roi Baudouin et l'Association Humaniste et Libéraux pour la Coopération au Développement (LIVOS). Là aussi, elle se concentre principalement sur les questions relatives aux femmes. 
En 2000, elle se présente aux élections communales à Huldeberg, sous les couleurs de l'Open VLD.

### Fin de vie
Après les premiers symptômes de la maladie d'Alzheimer, Lily Boeykens choisit, le 22 novembre 2005, l'euthanasie qui est légalement possible en Belgique depuis mai 2002 pour les personnes majeures et volontaires. Elle le choisit pleinement consciente, lucide, saine, volontaire et précocement. Toujours dans la lutte autour de ce thème social, elle s’exprime en tant que membre de l'ASBL Droit à la mort digne. À l'époque où elle encore au stade précoce de la maladie, elle est interviewée dans le livre Zoals ik het wil. Elle justifie son choix parmi d'autres, en se référant au droit à l'autodétermination tel qu'il est formulé dans la Déclaration universelle des droits de l'homme. Elle meurt en 2005, laissant trois enfants et six petits-enfants. 

## Prix et reconnaissance
- En 1995, Lily Boeykens reçoit de Lodewijk de Witte, gouverneur de la province du Brabant flamand, le prix Marie Popelin[3],[8], le prix le plus prestigieux du Mouvement des femmes. C'est une récompense pour sa lutte inlassable pour les droits des femmes, au niveau national et international. En 2004, elle reçoit le titre honorifique de Grand-officier dans l'ordre de Léopold[10]. Les deux événements marquent sa brillante « carrière » féministe, en tant que bénévole.
- En 2009, la Poste belge, à la suite de la Journée internationale des femmes, publie en guise d'hommage deux timbres avec le portrait de Lily Boeykens et celui de Marthe Boël[8].
- La ville de Gand nomme en 2010 une rue à son nom dans le nouveau quartier du bâtiment Alsberghe-Van Oost. On trouve également une avenue Lily-Boeykens à Houthalen-Helchteren. En 2013, la commune de Huldenberg décide de donner son nom à une rue dans le lotissement de Priesterdelle : elle a résidé dans cette commune pendant 40 ans[8].

## Archives
Au cours de ses nombreuses années à la tête ou en tant que membre de nombreuses organisations et institutions, Lily Boeykens a accumulé des archives vastes et diversifiées. Au cours de l'année 2000, une première partie a été transférée au centre de documentation RoSa, principalement au sujet de ses activités nationales. En 2003, une deuxième partie a suivi, plus orientée vers l'international. Dans les deux parties, il s'agit de documents qu'elle a reçus, utilisés ou fabriqués, personnellement ou en tant que présidente ou membre d'une organisation. Outre les lettres, dépliants et brochures, procès-verbaux de réunions, statuts, documents financiers, documents sur le travail des organisations, les archives contiennent des dossiers détaillés avec des coupures de presse provenant principalement de journaux belges, sur des sujets tels que les femmes et le développement, la traite des êtres humains, les femmes et la politique, la paix et les droits de l'enfant. 
En octobre 2004, le livre Lily Boeykens, une féministe sans bornes est publié par le Centre de documentation RoSa, en grande partie basé sur des informations provenant de ces archives privées très riches et complétées par d'autres publications et des interviews. L'accent est mis sur les activités de Lily Boeykens dans le mouvement des femmes et ses activités internationales. À travers son histoire, une image de l'histoire du mouvement des femmes flamandes et internationales est décrite. 